# 代瑟奈姆
代瑟奈姆（法語：Dessenheim，法語發音：[dɛsənaim] ⓘ）是法国上莱茵省的一个市镇，属于科尔马-里博维莱区。

## 地理
代瑟奈姆（47°58'32"N, 7°29'18"E）面积19.16 平方千米，位于法国大東部大區上莱茵省，该省份为法国东部内陆省份，是阿尔萨斯的一部分，今与下莱茵省组成了阿尔萨斯欧洲集体，其北临下莱茵省，西接孚日省，西南接贝尔福地区省，东侧沿莱茵河与德国相望，南与瑞士接壤。
与代瑟奈姆接壤的市镇（或旧市镇、城区）包括：韦科尔赛姆、埃滕什拉格、圣克鲁瓦昂普莱讷、涅德雷尔甘、奥伯雷尔甘、艾特伦、奥贝尔萨阿桑。
代瑟奈姆的时区为UTC+01:00、UTC+02:00（夏令时）。

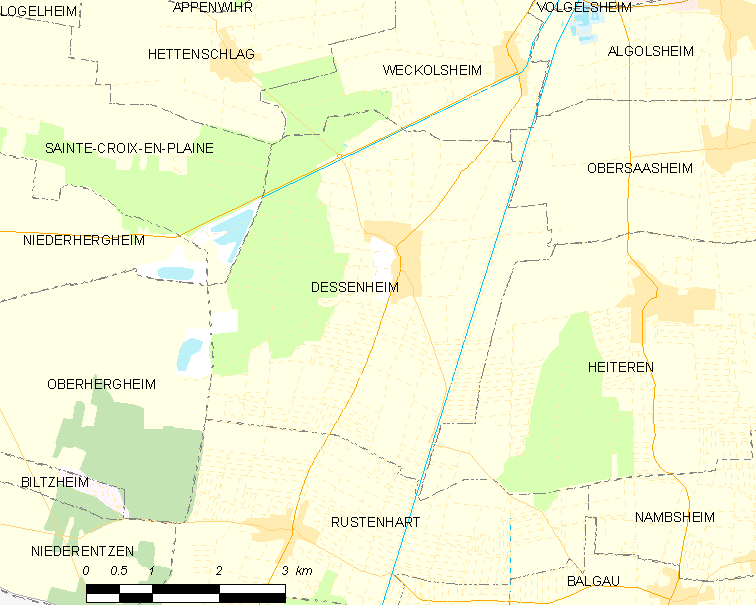
代瑟奈姆的OSM定位图

## 行政
代瑟奈姆的邮政编码为68600，INSEE市镇编码为68069。

## 政治
代瑟奈姆所属的省级选区为恩西赛姆县。

## 人口

1962-2008年间代瑟奈姆人口变化图示

代瑟奈姆于2022年1月1日时的人口数量为1441人。